# Архітектура Індії
Індійська архітектура охоплює безліч образів простору і часу, постійно зберігаючи в собі нові ідеї. Результатом цього стала розвинена архітектура, яка зберігає спадкоємність впродовж всієї історії. Деякі ранні архітектурні зразки походять ще з Індської цивілізації (2600—1900 роки до н. е.), яка характеризується чудовим плануванням міст та будинків.

## Індо-буддійська архітектура
За часів двох імперій — Маур'їв та Гуптів, а також їхніх наступників, було побудовано кілька буддистських архітектурних комплексів, таких як в Ajantha і Еллора, монументальна Велика ступа в Санчі. Пізніше в Південній Індії були зведені храми: Ченнакесава (Chennakesava) в Белурі і Саманатхапура (Somanathapura), Хойсалесвара (Hoysaleswara) в Халебіді, Брахідеешварар (Brihadeeswarar) в Танджавурі, Храм сонця в Конарку, Храм Ранганатхасвамі в Шрірангамі, буддистська ступа (Chinna Lanja dibba і Vikramarka kota dibba) в Бхаттіпролу (Bhattiprolu). Ангкор-Ват, Боробудур й інші буддистські та індуїстські храми вказують на сильний індійський вплив на архітектуру Південно-Східної Азії, оскільки вони були побудовані в стилі, який є майже ідентичним традиційному індійському стилю архітектури релігійних споруд.
Традиційна система Васту-шастра аналогічна індійській версії Феншую, що впливає на міське планування, архітектуру та ергономіку. Поки незрозуміло, яка система давніша, але вони обидві містять певні схожі ознаки. Феншуй найчастіше використовують у всьому світі. Хоча Васту-шастра концептуально подібна Феншую: також намагається гармонізувати потік енергії (також знаний як «життєва сила» або Прана на санскриті й Ці китайською та японською мовами), але має відмінності в побудові й облаштуванню будинку, наприклад, не враховує необхідність правильного розташування предметів в жилому приміщенні.

## Індо-ісламська архітектура
З появою ісламського впливу зі Заходу, індійська архітектура адаптувалася під нові релігійні традиції. Фатехпур-Сікрі, Тадж-Махал, Гол-Гумбаз (Gol Gumbaz), Кутб-Мінар (Qutb Minar), Червоний форт — творіння цієї епохи, які сприймаються туристами як символи Індії. В період британського колоніального панування в Індії з'явилися такі архітектурні стилі, як індо-сарацинський і неоготичний. Меморіал Вікторії і вокзал Чхатрапаті-Шіваджі — найяскравіші приклади.
Індійська архітектура вплинула на Східну і Південно-Східну Азію завдяки поширенню буддизму. Численні індійські архітектурні особливості, такі як храмові насипи, іншими словами — ступи, храмові вершини або — шікхари, храмові вежі, інакше — пагоди, храмові ворота або Торани (torana), стали видатними символами азійської культури, найпоширенішими в Східній та Південно-Східній Азії. Центральний шпиль або вершина мають назву гопурам. Південні храмові ворота або гопурам — зазвичай дуже складні і величні.

## Сучасна індійська архітектура
Сучасна індійська архітектура більш космополітична. Міста дуже компактні і мають велику щільність населення. Наріман Пойнт (Nariman Point) в Мумбаї відомий своїми видатними будівлями в стилі ар деко. Один із останніх архітектурних шедеврів Індії, таких як храм Лотоса, вражає своєю архітектурою.

## Галерея

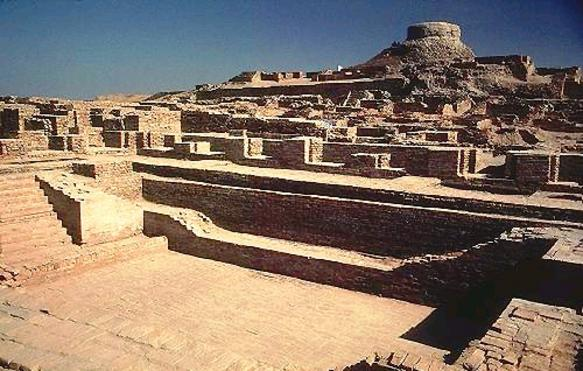
Розкопані археологами руїни Мохенджо-Даро.
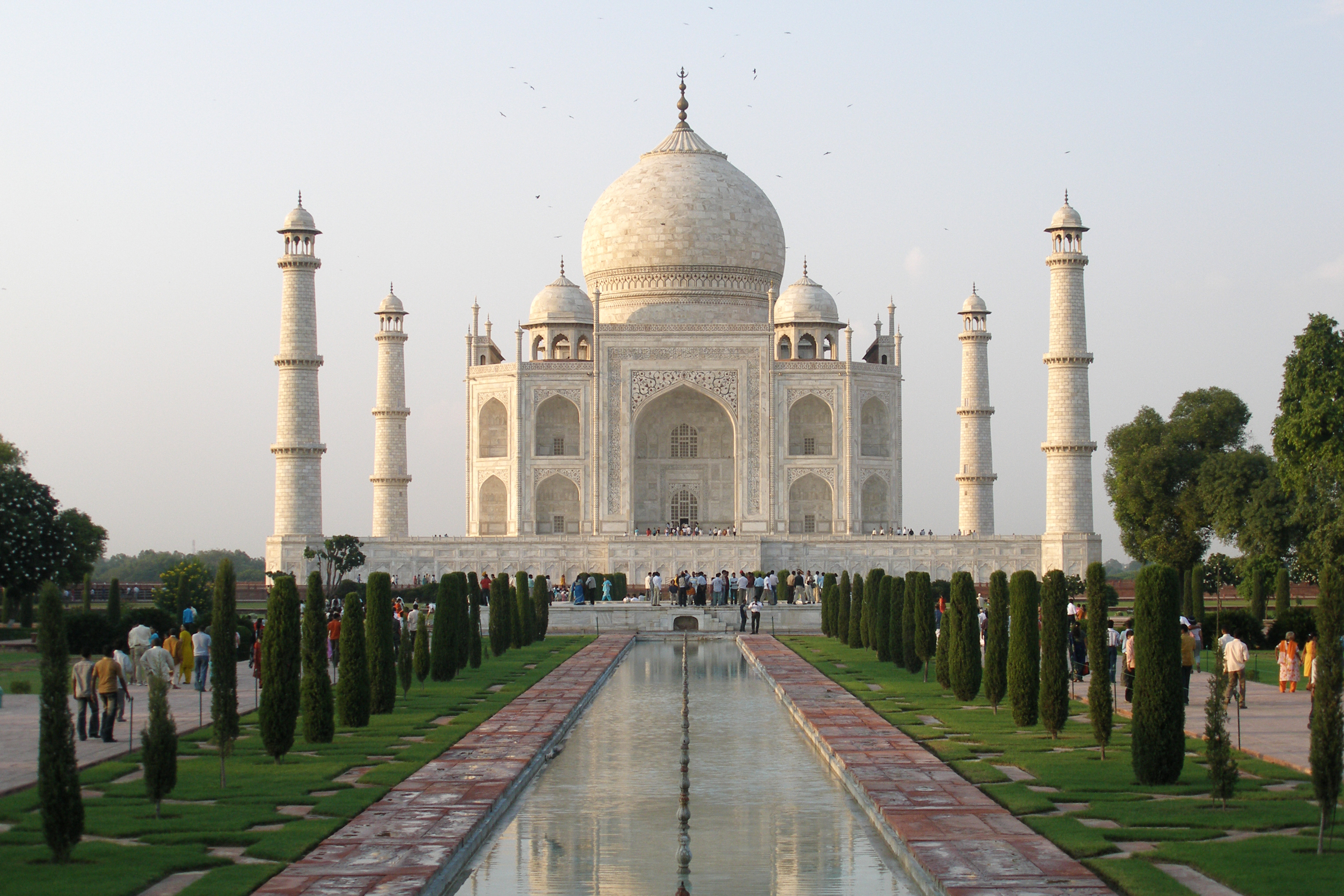
Неперевершене архітектурне диво [1] Тадж-Махал в Агре - яскравий приклад індо-ісламської архітектури. Одне з семи нових чудес світу.
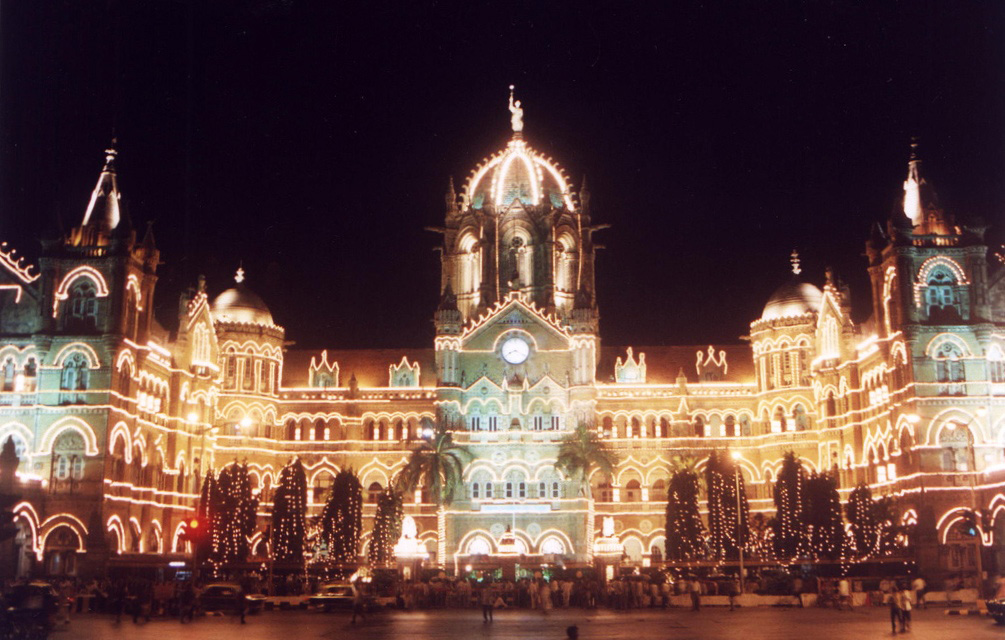
Вокзал чхатрапаті-шіваджі вночі.
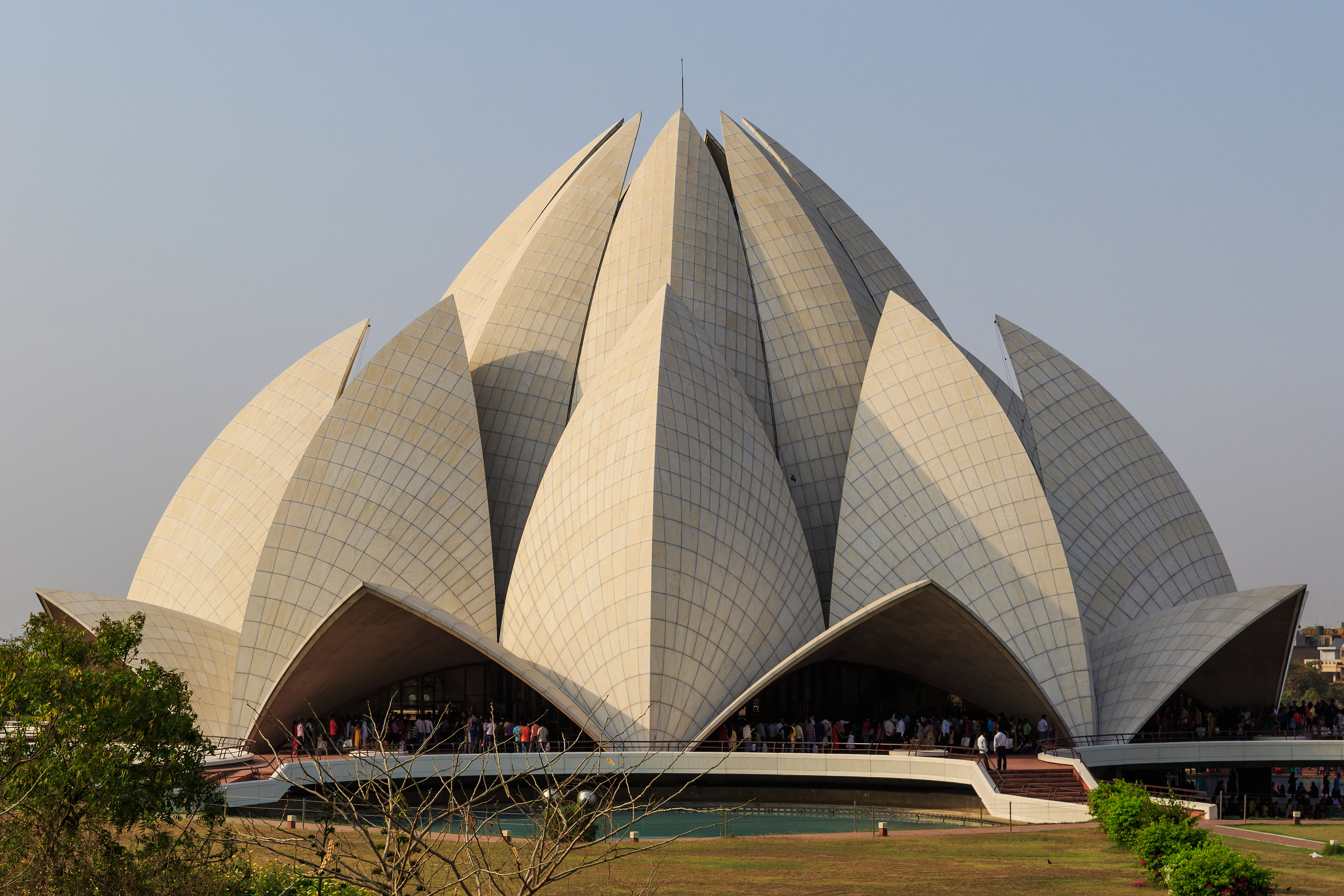
Храм Лотоса - відомий приклад сучасної індійської архітектури.